# Johnny Hansen (1943)
Johnny Hansen (* 14. listopadu 1943, Vejle) je bývalý dánský fotbalista, obránce.

## Fotbalová kariéra
Začínal v rodném Dánsku v týmum Vejle Boldklub. Dále hrál v německé bundeslize za 1. FC Norimberk a FC Bayern Mnichov. Kariéru zakončil v dánské nejvyšší soutěži v mateřském Vejle. Třikrát vyhrál s Bayernem bundesligu a jednou s Vejle dánskou ligu, jednou vyhrál německý pohár a jednou dánský pohár. Za dánskou reprezentaci nastoupil v letech 1965–1978 ve 45 utkáních a dal 3 góly. V Poháru mistrů evropských zemí nastoupil ve 27 utkáních, v Poháru vítězů pohárů nastoupil ve 12 utkáních a v Poháru UEFA nastoupil v 7 utkáních. V Superpoháru UEFA nastoupil v 1 utkání. S Bayernem vyhrál v letech 1974–1976 třikrát Pohár mistrů evropských zemí. V roce 1967 se stal dánským fotbalistou roku.

## Ligová bilance
| Ročník                                  | Zápasy | Góly | Klub              |
| --------------------------------------- | ------ | ---- | ----------------- |
| Dánská 1. divize 1963                   | -      | -    | Vejle Boldklub    |
| Dánská 1. divize 1964                   | -      | -    | Vejle Boldklub    |
| Dánská 1. divize 1965                   | -      | -    | Vejle Boldklub    |
| Dánská 1. divize 1966                   | -      | -    | Vejle Boldklub    |
| Dánská 1. divize 1967                   | -      | -    | Vejle Boldklub    |
| Dánská 1. divize 1968                   | -      | -    | Vejle Boldklub    |
| Německá fotbalová Bundesliga 1968/69    | 21     | 0    | 1. FC Norimberk   |
| 2. německá fotbalová Bundesliga 1969/70 | 34     | 5    | 1. FC Norimberk   |
| Německá fotbalová Bundesliga 1970/71    | 30     | 1    | FC Bayern Mnichov |
| Německá fotbalová Bundesliga 1971/72    | 32     | 4    | FC Bayern Mnichov |
| Německá fotbalová Bundesliga 1972/73    | 34     | 1    | FC Bayern Mnichov |
| Německá fotbalová Bundesliga 1973/74    | 32     | 1    | FC Bayern Mnichov |
| Německá fotbalová Bundesliga 1974/75    | 23     | 0    | FC Bayern Mnichov |
| Německá fotbalová Bundesliga 1975/76    | 13     | 0    | FC Bayern Mnichov |
| Dánská 1. divize 1976                   | -      | -    | Vejle Boldklub    |
| Dánská 1. divize 1977                   | -      | -    | Vejle Boldklub    |
| Dánská 1. divize 1978                   | 17     | 0    | Vejle Boldklub    |
| CELKEM Bundesliga                       | 185    | 7    |                   |